# Thomas Koch (DJ)
Thomas Koch (* 1969 in Düsseldorf), auch als DJ T. oder Mathami bekannt, ist ein deutscher DJ, Musikproduzent, Veranstalter, Clubbetreiber, Labelmanager, Verleger und Journalist der elektronischen Musikszene.

## Leben
Thomas Koch wuchs in Frankfurt am Main auf. Seine DJ-Karriere begann in den 1980er Jahren; ab 1987 nannte er sich DJ T. 1989 gründet Koch das Groove-Magazin, welches er bis 2004 leitete.
Koch war Resident-DJ in der Music Hall und legte unter anderem auch im Dorian Gray auf. Regelmäßig war er in den 1990er Jahren in der Box unter dem Frankfurter Schauspielhaus zu hören und sehen. Auch in der Hr3 clubnight war er schon vertreten. 1999 eröffnete Koch mit Patrik Dechent und anderen Partnern den Club Monza.
2000 produzierte Koch den Track Monsterbaze, eine Ko-Produktion mit Steve Bug auf dessen Label Poker Flat Recordings. 2002 entstand das Berliner Label Get Physical Music. Das Kollektiv besteht aus sechs Produzenten der elektronischen Musik- und Clubkulturszene. Neben Koch gehören das DJ- und Produzententeam Patrick Bodmer und Philipp Jung und die Produzenten und Studiobetreiber Booka Shade zum Kollektiv. Sein Debütalbum Boogie Playground erschien 2005 nach seinem Umzug von Frankfurt nach Berlin.
Bei einer Reise nach Peru lernte Koch das Konzept des Ecstatic Dance kennen und ist seit dem Jahr 2017 als DJ für Ecstatic und Conscious Dances tätig. Zur Trennung von seiner früheren Tätigkeit als DJ T. nutzt er den Namen Mathami und gründete das Label Pura Danza.

## Diskografie
Alben
- 2005: Boogie Playground (Get Physical Music)
- 2009: The Inner Jukebox (Get Physical Music)
- 2010: Best of Selection Part 1 (Best Of, Get Physical Music)
- 2011: The Pleasure Principle (Get Physical Music)